# Bonifatius I (Orange)
Bonifatius I was bisschop van Orange (830-839) in het koninkrijk Bourgondië, bestuurd door het Frankische Rijk. Op bevel van paus Gregorius IV, die goede relaties had met het Karolingische hof, verenigde Bonifatius de bisdommen Orange en Saint-Paul-Trois-Châteaux. Hiermee verdubbelde het inkomen van Bonifatius I want kroniekschrijvers meenden dat de streek verpauperd was door pest en oorlog, zodat de bisschop van Orange nood had aan inkomsten uit 2 bisdommen. Beide bisdommen behielden onderling een gelijkwaardig statuut of in het Latijn aeque principaliter.
De bisdommen Orange en Saint-Paul-Trois-Châteaux werden terug gescheiden, 300 jaar later, in het jaar 1107.